# Clássico Ouro-Verde
O Clássico Ouro-Verde é o clássico de futebol entre Cuiabá e Luverdense, um duelo entre times da capital e do interior do estado de Mato Grosso.

## História
Fundados no início dos anos 2000, Cuiabá e Luverdense se tornaram rivais a partir da década de 2010, com o crescimento das duas equipes no cenário estadual e nacional, tornando-se as maiores potências do futebol de Mato Grosso. Contudo, o primeiro grande confronto entre os clubes aconteceu em 2004, na decisão da Copa Governador de Mato Grosso, atual Copa FMF: na partida de ida da final, o time de Lucas do Rio Verde goleou a equipe da capital por 6–1, até hoje a maior goleada do clássico. No jogo da volta, o empate garantiu o troféu para o Luverdense.
No Campeonato Estadual, os clubes decidiram o título em duas oportunidades. Em 2012, após cada time vencer uma partida por 1–0, o Luverdense superou o rival nos pênaltis, vencendo por 3–0. Dois anos depois, foi a vez do Cuiabá celebrar o título contra o adversário após ganhar os dois jogos decisivos por 1–0.
Em 2012 e 2013, as equipes se encontraram também em uma competição nacional, no Campeonato Brasileiro - Série C. Ao todo, foram três vitórias do Luverdense e um empate. Em 2018, a dupla voltou a se enfrentar pela terceira divisão do futebol nacional, dessa vez com duas vitórias do Cuiabá.
Os rivais também cruzaram caminhos na semifinal da Copa Verde de 2015: com uma vitória por 0–1, fora de casa, no jogo da ida e um empate sem gols na partida de volta, o Cuiabá eliminou o Luverdense e avançou para a final do campeonato.

## Confrontos
| Vitória do Cuiabá | Empate | Vitória do Luverdense | Jogo decidiu título |

### Anos 2000
| Data                   | Torneio          | Estádio        | Casa       | Visitante  | Placar | Gols (casa)  | Gols (visitante) |
| ---------------------- | ---------------- | -------------- | ---------- | ---------- | ------ | ------------ | ---------------- |
| 24 de março de 2004    | Mato-Grossense   | Verdão         | Cuiabá     | Luverdense | 2–1    | Desconhecido | Desconhecido     |
| 14 de abril de 2004    | Mato-Grossense   | Passo das Emas | Luverdense | Cuiabá     | 0–0    |              |                  |
| 20 de maio de 2004     | Mato-Grossense   | Verdão         | Cuiabá     | Luverdense | 1–0    | Desconhecido |                  |
| 15 de agosto de 2004   | Copa Mato Grosso | Desconhecido   | Luverdense | Cuiabá     | 1–1    | Desconhecido | Desconhecido     |
| 16 de setembro de 2004 | Copa Mato Grosso | Desconhecido   | Cuiabá     | Luverdense | 2–2    | Desconhecido | Desconhecido     |
| 21 de novembro de 2004 | Copa Mato Grosso | Desconhecido   | Cuiabá     | Luverdense | 1–6    | Desconhecido | Desconhecido     |
| 28 de novembro de 2004 | Copa Mato Grosso | Desconhecido   | Luverdense | Cuiabá     | 1–1    | Desconhecido | Desconhecido     |
| 18 de maio de 2005     | Mato-Grossense   | Passo das Emas | Luverdense | Cuiabá     | 1–1    | Desconhecido | Desconhecido     |
| 9 de abril de 2006     | Mato-Grossense   | Passo das Emas | Luverdense | Cuiabá     | 4–1    | Desconhecido | Desconhecido     |
| 11 de maio de 2006     | Mato-Grossense   | Verdão         | Cuiabá     | Luverdense | 1–2    | Desconhecido | Desconhecido     |

### Anos 2010
| Data                    | Torneio          | Estádio        | Casa       | Visitante  | Placar | Gols (casa)                                         | Gols (visitante)                      |
| ----------------------- | ---------------- | -------------- | ---------- | ---------- | ------ | --------------------------------------------------- | ------------------------------------- |
| 13 de fevereiro de 2010 | Mato-Grossense   | Passo das Emas | Luverdense | Cuiabá     | 0–0    |                                                     |                                       |
| 17 de março de 2010     | Mato-Grossense   | Cerradão       | Cuiabá     | Luverdense | 3–1    | Peterson 35', 45+2', Moreno 56'                     | Rossini 30'                           |
| 14 de novembro de 2010  | Copa Mato Grosso | Dutrinha       | Cuiabá     | Luverdense | 1–1    | Ferraz 35'                                          | Ricardo 90+3'                         |
| 18 de novembro de 2010  | Copa Mato Grosso | Passo das Emas | Luverdense | Cuiabá     | 0–0    |                                                     |                                       |
| 30 de janeiro de 2011   | Mato-Grossense   | Dutrinha       | Cuiabá     | Luverdense | 4–0    | Douglas 14', Edu Amparo 52', Iury 81', Fernando 87' |                                       |
| 27 de março de 2011     | Mato-Grossense   | Passo das Emas | Luverdense | Cuiabá     | 2–2    | Leandro Kível 35' (pen), Cléber Carioca 71'         | Tozin 5', Fernandinho 83'             |
| 16 de junho de 2011     | Amistoso         | Passo das Emas | Luverdense | Cuiabá     | 1–0    | Gabriel 48'                                         |                                       |
| 6 de agosto de 2011     | Amistoso         | Dutrinha       | Cuiabá     | Luverdense | 2–2    | Róbson Goiano 60', Quirino 79'                      | 20', 68'                              |
| 19 de fevereiro de 2012 | Mato-Grossense   | Passo das Emas | Luverdense | Cuiabá     | 0–1    |                                                     | Leandro Cearense 64'                  |
| 4 de março de 2012      | Mato-Grossense   | Dutrinha       | Cuiabá     | Luverdense | 2–0    | Fernando Lombardi 15', Leandro Cearense 58'         |                                       |
| 29 de abril de 2012     | Mato-Grossense   | Passo das Emas | Luverdense | Cuiabá     | 1–0    | Rubinho 7' (pen)                                    |                                       |
| 2 de maio de 2012       | Mato-Grossense   | Dutrinha       | Cuiabá     | Luverdense | 1–0    | Jean 61'                                            |                                       |
| 15 de julho de 2012     | Série C          | Dutrinha       | Cuiabá     | Luverdense | 0–2    |                                                     | Valdir Papel 39', Raul Prata 75'      |
| 16 de setembro de 2012  | Série C          | Passo das Emas | Luverdense | Cuiabá     | 1–0    | Carlos Alberto 8'                                   |                                       |
| 20 de janeiro de 2013   | Mato-Grossense   | Passo das Emas | Luverdense | Cuiabá     | 2–2    | Tozin 10', Gilson 90+4'                             | Fernando 22', Renan 52'               |
| 3 de março de 2013      | Mato-Grossense   | Dutrinha       | Cuiabá     | Luverdense | 0–0    |                                                     |                                       |
| 8 de junho de 2013      | Série C          | Passo das Emas | Luverdense | Cuiabá     | 1–1    | Júlio Terceiro 81'                                  | Ermínio 86'                           |
| 25 de agosto de 2013    | Série C          | Dutrinha       | Cuiabá     | Luverdense | 1–2    | Magrão 70' (pen)                                    | Samuel 21', Tatu 35' (pen)            |
| 30 de março de 2014     | Mato-Grossense   | Dutrinha       | Cuiabá     | Luverdense | 1–0    | Samuel 89'                                          |                                       |
| 6 de abril de 2014      | Mato-Grossense   | Passo das Emas | Luverdense | Cuiabá     | 0–1    |                                                     | Samuel 21'                            |
| 22 de janeiro de 2015   | Amistoso         | CT do Cuiabá   | Cuiabá     | Luverdense | 1–0    | Kaique 85'                                          |                                       |
| 25 de março de 2015     | Mato-Grossense   | Passo das Emas | Luverdense | Cuiabá     | 2–1    | Ciro 40', 66'                                       | Egon 51'                              |
| 4 de abril de 2015      | Copa Verde       | Passo das Emas | Luverdense | Cuiabá     | 0–1    |                                                     | Nino Guerreiro 61'                    |
| 16 de abril de 2015     | Copa Verde       | Arena Pantanal | Cuiabá     | Luverdense | 0–0    |                                                     |                                       |
| 19 de abril de 2015     | Mato-Grossense   | Arena Pantanal | Cuiabá     | Luverdense | 1–2    | Geovane 67'                                         | Ciro 3', Wellington Simião 83'        |
| 1 de maio de 2016       | Mato-Grossense   | Passo das Emas | Luverdense | Cuiabá     | 2–0    | Alfredo 45', Vitinho 88'                            |                                       |
| 9 de abril de 2017      | Mato-Grossense   | Passo das Emas | Luverdense | Cuiabá     | 1–0    | Macena 80'                                          |                                       |
| 23 de abril de 2017     | Mato-Grossense   | Arena Pantanal | Cuiabá     | Luverdense | 1–0    | Cleberson Tiarinha 56'                              |                                       |
| 4 de fevereiro de 2018  | Mato-Grossense   | Passo das Emas | Luverdense | Cuiabá     | 1–3    | Rafael Silva 45+2' (pen)                            | Pablo 9', Jenison 40', 74'            |
| 15 de abril de 2018     | Série C          | Arena Pantanal | Cuiabá     | Luverdense | 1–0    | Marino 10'                                          |                                       |
| 16 de junho de 2018     | Série C          | Passo das Emas | Luverdense | Cuiabá     | 1–3    | Élton 45+2'                                         | Marino 3', Alê 15', Eduardo Ramos 58' |
| 20 de janeiro de 2019   | Mato-Grossense   | Arena Pantanal | Cuiabá     | Luverdense | 1–0    | Caio Dantas 87'                                     |                                       |
| 31 de março de 2019     | Mato-Grossense   | Passo das Emas | Luverdense | Cuiabá     | 0–2    |                                                     | Jailson 69', Eduardo Ramos 76'        |
| 6 de abril de 2019      | Mato-Grossense   | Arena Pantanal | Cuiabá     | Luverdense | 3–0    | Matheus Pato 24', 31', Marino 35'                   |                                       |

### Anos 2020
| Data                    | Torneio        | Estádio        | Casa       | Visitante  | Placar | Gols (casa)                                                                                 | Gols (visitante)                         |
| ----------------------- | -------------- | -------------- | ---------- | ---------- | ------ | ------------------------------------------------------------------------------------------- | ---------------------------------------- |
| 29 de janeiro de 2020   | Mato-Grossense | Passo das Emas | Luverdense | Cuiabá     | 0–1    |                                                                                             | Maxwell 18'                              |
| 6 de dezembro de 2020   | Mato-Grossense | Passo das Emas | Luverdense | Cuiabá     | 0–2    |                                                                                             | Anderson Conceição 43', Diego Jardel 60' |
| 9 de dezembro de 2020   | Mato-Grossense | Arena Pantanal | Cuiabá     | Luverdense | 0–2    |                                                                                             | Alan Fabrício 2', Maycon 14'             |
| 11 de abril de 2021     | Mato-Grossense | Arena Pantanal | Cuiabá     | Luverdense | 1–0    | Guilherme Pato 90'                                                                          |                                          |
| 29 de janeiro de 2022   | Mato-Grossense | Passo das Emas | Luverdense | Cuiabá     | 2–1    | Giovanni 5' (pen), Thiago de Paulo 73'                                                      | Felipe Marques 22'                       |
| 24 de setembro de 2022  | Copa FMF       | Passo das Emas | Luverdense | Cuiabá     | 1–0    | Gilson Alves ?'                                                                             |                                          |
| 26 de fevereiro de 2023 | Mato-Grossense | Arena Pantanal | Cuiabá     | Luverdense | 5–0    | Ceppelini 9' (pen), Fernando Sobral 18', Vinícius Boff 49', Deyverson 77', 90+2'            |                                          |
| 18 de março de 2023     | Mato-Grossense | Passo das Emas | Luverdense | Cuiabá     | 0–0    |                                                                                             |                                          |
| 1 de abril de 2023      | Mato-Grossense | Arena Pantanal | Cuiabá     | Luverdense | 5–0    | Wellington Silva 32', Mateusinho 36', Ceppelini 45', Matheus Alexandre 45+2', Deyverson 80' |                                          |
| 1 de fevereiro de 2024  | Mato-Grossense | Passo das Emas | Luverdense | Cuiabá     | 1–2    | Nicolas Rangel 9'                                                                           | Bruno Alves 70', Eliel 90+2'             |
| 17 de março de 2024     | Mato-Grossense | Passo das Emas | Luverdense | Cuiabá     | 0–1    |                                                                                             | Ian 53'                                  |
| 24 de março de 2024     | Mato-Grossense | Arena Pantanal | Cuiabá     | Luverdense | 4–3    | Fernando Sobral 14', Bruno Alves 27', Deyverson 51', 54'                                    | Joãozinho 53', Nicolas Rangel 66', 90+2' |
| 30 de janeiro de 2025   | Mato-Grossense | Arena Pantanal | Cuiabá     | Luverdense | 3–1    | Max Alves 41', Derik Lacerda 55', Ruan Oliveira 79'                                         | Andrey Nunes 67'                         |

## Quadros comparativos
Títulos
| Competições               | Cuiabá | Luverdense |
| ------------------------- | ------ | ---------- |
| Copa Verde                | 2      | 1          |
| Campeonato Mato-Grossense | 13     | 3          |
| Copa FMF                  | 1      | 3          |
| Copa Pantanal             | 0      | 1          |
| Total                     | 15     | 8          |

Participações
| Competições                     | Cuiabá | Luverdense |
| ------------------------------- | ------ | ---------- |
| Copa Sul-Americana              | 3      | 0          |
| Campeonato Brasileiro - Série A | 4      | 0          |
| Campeonato Brasileiro - Série B | 3      | 4          |
| Campeonato Brasileiro - Série C | 9      | 9          |
| Campeonato Brasileiro - Série D | 1      | 1          |
| Copa do Brasil                  | 16     | 9          |
| Copa Verde                      | 11     | 9          |
| Campeonato Mato-Grossense       | 18     | 21         |
| Copa FMF                        | 6      | 7          |
| Copa Pantanal                   | 2      | 2          |